# 昭聖太后
昭聖太后（しょうせいたいこう、1578年頃 - 1669年）は、明の桂王朱常瀛の側室で、南明最後の皇帝永暦帝の生母。姓は馬氏。名は伝わっていないが、カトリックに入信しマリア（Maria）という洗礼名を受けた。

## 生涯
1646年に永暦帝が即位すると、馬氏は慈寧皇太后の称号を賜ったが、まもなく昭聖恭懿皇太后に変わった。兄の子の馬九爵は鎮遠伯に任じられ、その兄の馬承祖は中軍都督府、その弟の馬九功は右軍都督府の任を受けた。
永暦帝が新寧に巡行した際、昭聖仁寿皇太后の尊号を受けた。永暦9年（1655年）6月に再び慈恵の号を賜り、全体で昭聖慈恵仁寿皇太后と称した。
1659年に永暦帝に従ってビルマに亡命するが、1662年に清の呉三桂の侵攻を受けたことでビルマ王ピエ・ミンにより清軍に引き渡された。永暦帝が昆明で殺害されたことを知ると、「逆賊呉三桂め！汝の謀反によって、我が家は罠にはめられた。我は死してもなお、汝の屍が八つ裂きにされるまであの世から見張ってやる！」と、清に投降し南明政権を滅ぼした呉三桂を罵った。
北京へ送られる途中で永暦帝の皇后孝剛匡皇后と互いの喉を絞めて死のうとしたが、昭聖太后だけが生き延びた。北京の宮廷では同情を受けて敬意を払われ、清の支援を受けて余生を過ごした。
康熙8年（1669年）、91歳の高齢で死去した。